# Taras Sjelestiuk
Taras Oleksandrovytj Sjelestiuk (ukrainska: Тарас Олександрович Шелестюк), född 30 november 1985 i Donetsk, Ukrainska SSR, Sovjetunionen, är en ukrainsk boxare som tog OS-brons i welterviktsboxning 2012 i London. 

## Meriter

### Olympiska meriter

#### Olympiska sommarspelen 2012
- Huvudartikel: Boxning vid olympiska sommarspelen 2012

| Boxare           | Gren       | Sextondelsfinal      | Åttondelsfinal       | Kvartsfinal            | Semifinal            | Final                | Final     |
| Boxare           | Gren       | Motståndare Resultat | Motståndare Resultat | Motståndare Resultat   | Motståndare Resultat | Motståndare Resultat | Placering |
| ---------------- | ---------- | -------------------- | -------------------- | ---------------------- | -------------------- | -------------------- | --------- |
| Taras Sjelestjuk | Weltervikt | BYE                  | Belous (MDA) W 15–7  | Vastine (FRA) W 18+–18 | Evans (GBR) L 10–11  | Did not advance      | 3         |